# Stine Bredal Oftedal
Stine Bredal Oftedal es una jugadora de balonmano noruega que juega como central en el Győri Audi ETO KC y en la selección femenina de balonmano de Noruega.
Fue nombrada por la Federación Internacional de Balonmano como mejor jugadora del año 2019 y 2024.

## Palmarés

### Selección noruega
| Juegos Olímpicos   | Juegos Olímpicos                            | Juegos Olímpicos  | Juegos Olímpicos |
| Año                | Lugar                                       | Medalla           |                  |
| ------------------ | ------------------------------------------- | ----------------- | ---------------- |
| 2016               | Río de Janeiro                              | Medalla de bronce |                  |
| 2020               | Tokio                                       | Medalla de bronce |                  |
| 2024               | París                                       | Medalla de oro    |                  |
| Campeonato Mundial |                                             |                   |                  |
| Año                | Lugar                                       | Medalla           |                  |
| 2011               | Brasil                                      | Medalla de oro    |                  |
| 2015               | Dinamarca                                   | Medalla de oro    |                  |
| 2017               | Alemania                                    | Medalla de plata  |                  |
| 2021               | España                                      | Medalla de oro    |                  |
| Campeonato Europeo |                                             |                   |                  |
| Año                | Lugar                                       | Medalla           |                  |
| 2010               | Dinamarca y Noruega                         | Medalla de oro    |                  |
| 2012               | Serbia                                      | Medalla de plata  |                  |
| 2014               | Croacia y Hungría                           | Medalla de oro    |                  |
| 2016               | Suecia                                      | Medalla de oro    |                  |
| 2020               | Dinamarca                                   | Medalla de oro    |                  |
| 2022               | Eslovenia, Macedonia del Norte y Montenegro | Medalla de oro    |                  |

### Győri ETO
- Liga de Campeones de la EHF femenina (2): 2018, 2019
- Liga de Hungría de balonmano femenino (3): 2018, 2019, 2022
- Copa de Hungría de balonmano femenino (3): 2018, 2019, 2021

## Clubes
- Helset IF (2007-2008)
- Stabæk IF (2008-2013)
- Paris 92 (2013-2017)
- Győri Audi ETO KC (2017-)

### Consideraciones personales
- IHF Jugador del Año (2019 y 2024).